# Pachycnemia rachonica
Pachycnemia rachonica là một loài bướm đêm trong họ Geometridae.